# Орбітальний період
Орбіта́льний пері́од — час, за який небесне тіло здійснює повний оберт навколо зовнішнього центра тяжіння, або навколо спільного з іншим небесним тілом центра мас.
Існує кілька видів орбітальних періодів при розгляді тіл Сонячної системи, залежно від вибору системи відліку:
- Сидеричний період (зоряний рік) (лат. sideris — зоряний) — проміжок часу, протягом якого певне небесне тіло чи супутник здійснює повний оберт навколо головного тіла (або спільного центра мас) відносно далеких «нерухомих» зір.
- Синодичний період — проміжок часу, протягом якого тіло Сонячної системи (планета або мала планета), рухаючись своєю орбітою, повторює своє розташування щодо Сонця (при спостереженні із Землі). Система відліку утворена двома тілами: Землею й Сонцем, ця система відліку є рухомою й, відповідно, синодичний період обертання досліджуваного тіла залежить від параметрів орбіти Землі. Наприклад, упродовж синодичного періоду обертання Місяця останній проходить через всі свої видимі фази (від нового місяця до повного). Цей період можна відстежити з Землі й для інших планет.
- Драконічний період — проміжок часу між двома послідовними перетинами тілом екліптик з південної у північну півкулю. Період дещо відрізняється від сидеричного, бо точки перетину з часом повільно змінюються.
- Аномалістичний період — відтинок часу, за який тіло має пройти від перицентру до перицентра своєї орбіти. Цей період може трохи відрізнятися від сидеричного, бо вісь орбіти повільно змінюється під впливом зовнішніх збурень гравітаційного поля. Це час, за який небесне тіло робить один повний оберт навколо іншого тіла, повертаючись у вихідну точку, наприклад, перигей або перигелій: 27,55455 днів у Місяця і 365,25964 дня у Землі. Він дещо довший сидеричного періоду.
- Тропічний період — вимірюється через видимий рух Сонця на небі, коли воно перетинає небесний екватор. Рік відрізняється від сидеричного через прецесію точки рівнодення.